# Аудегорне
Аудегорне (нід. Oudehorne) — село в нідерландській провінції Фрисландія. Входить до муніципалітету Геренвен.
Його площа становить 9,33км², а населення станом на 2021 рік складало 800 осіб.
Перша згадка про населений пункт датується 1315 роком.

## Галерея

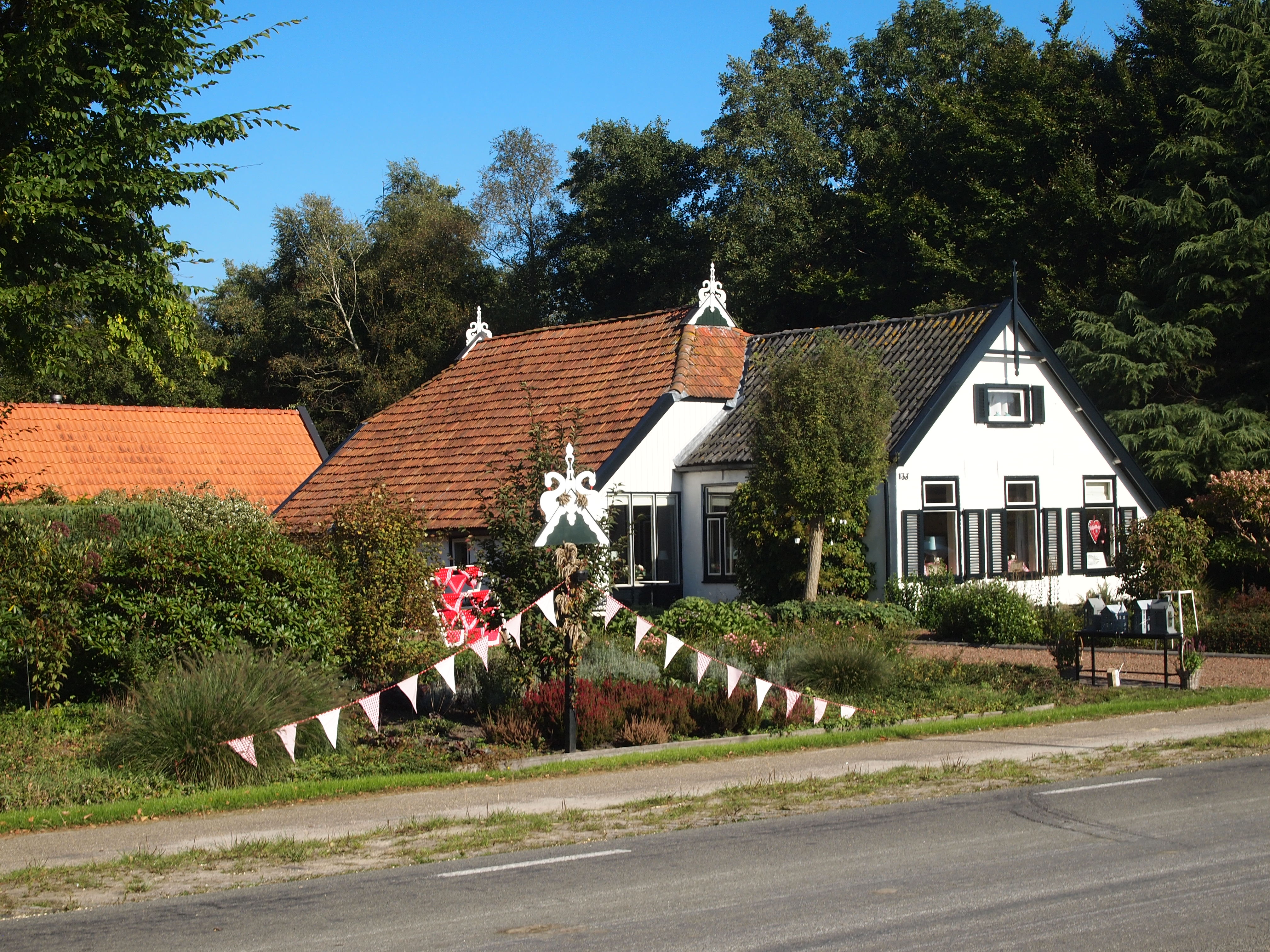
Ферма в Аудегорне
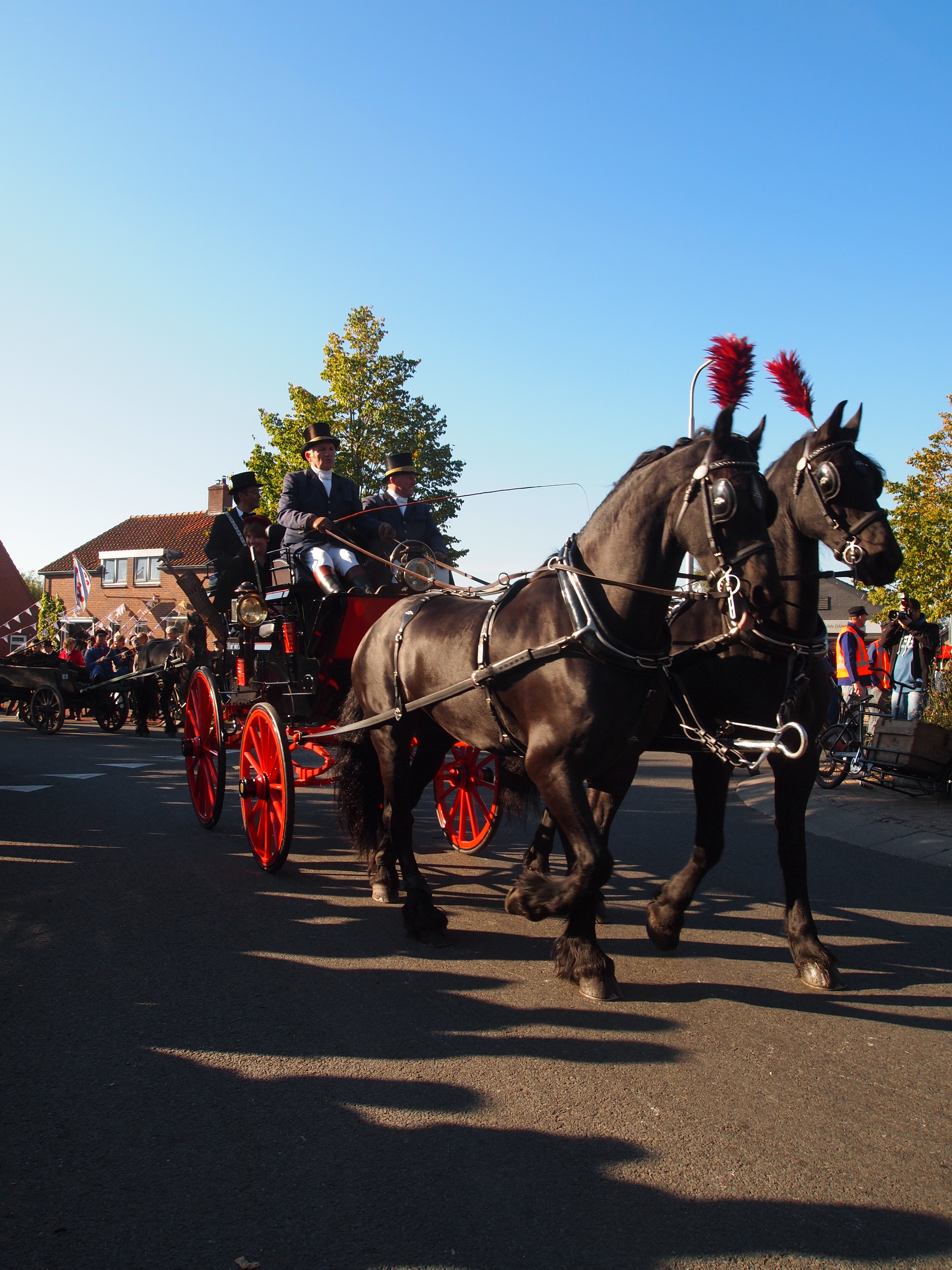
Фризькі коні на вилицях Аудегорне
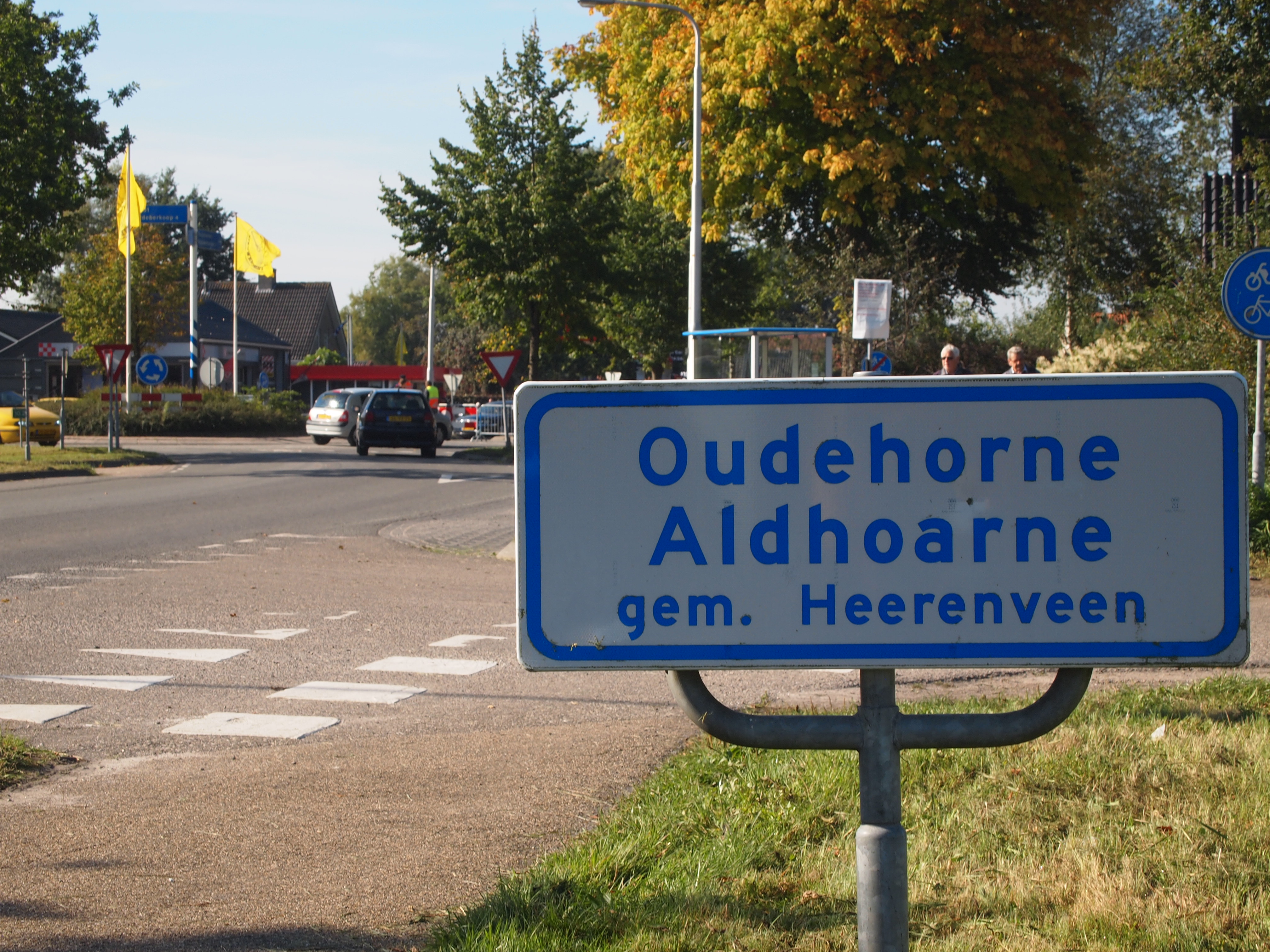
В'їзд до Аудегорне
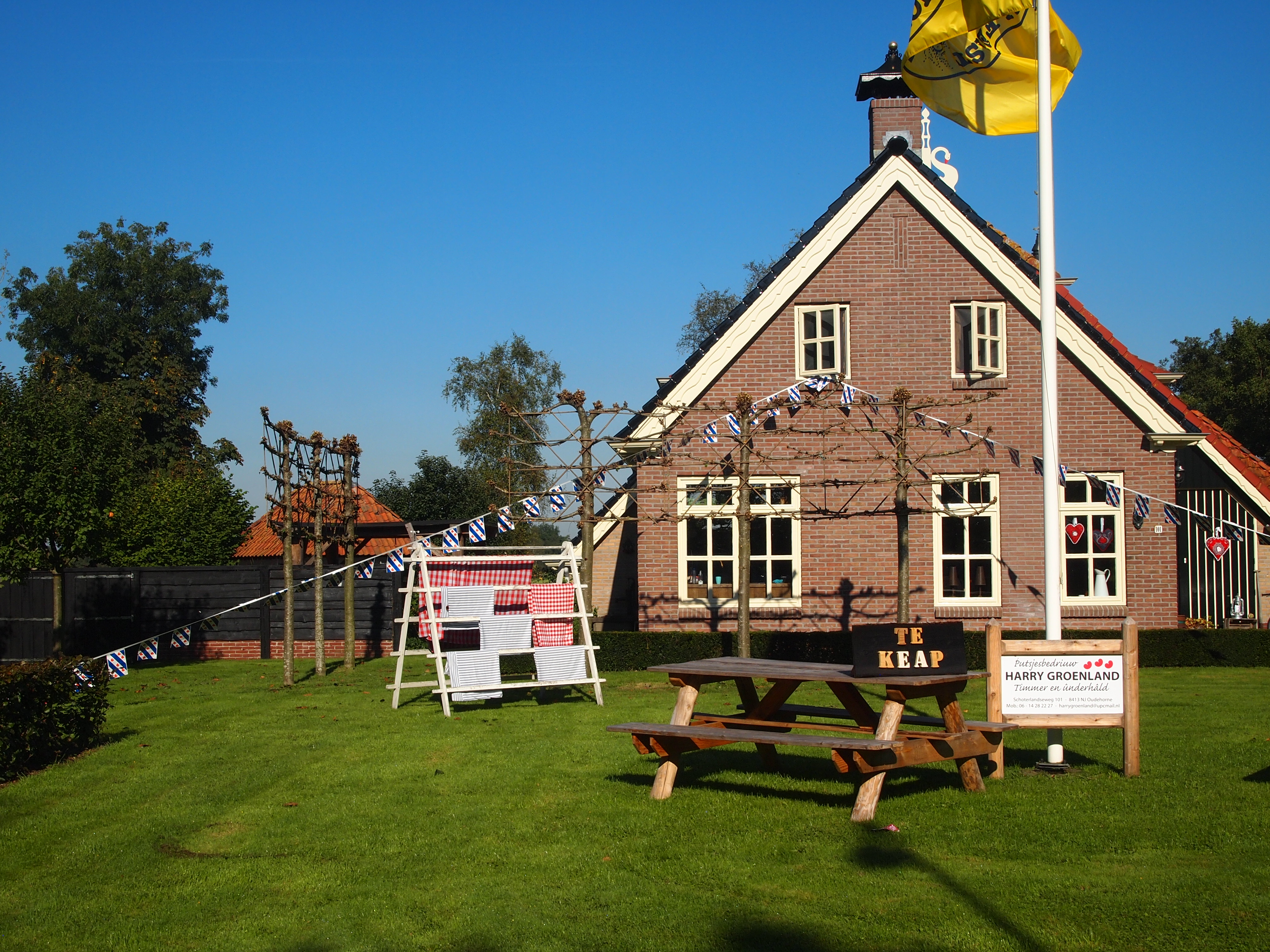
Сільський будинок